# Nvidia Shield TV
Nvidia Shield TV (také Shield Android TV nebo Nvidia Shield) je streamovací zařízení pro média, které vyrábí společnost Nvidia. Poprvé bylo uvedeno na trh v roce 2015 a od té doby prošlo několika aktualizacemi . Zařízení se zaměřuje na streamování videa a her a je jedním z nejvýkonnějších streamovacích zařízení na trhu.

## Specifikace
Nvidia Shield TV má procesor NVIDIA Tegra X1+ s 256-jádrovou GPU a 2 GB RAM. Podporuje výstup 4K HDR a má vestavěného Google Assistant. Má 8 GB úložiště, které lze rozšířit pomocí microSD karty. Shield TV také podporuje bezdrátové připojení 802.11ac 2x2 MIMO 2,4 GHz a 5 GHz Wi-Fi a Bluetooth 5.0 + LE. Má operační systém Android 11.0 s Android TV a vestavěným Chromecastem 4K. Nvidia Shield TV také nabízí možnost ovládání pomocí hlasových příkazů. Uživatelé mohou použít mikrofon, který je součástí ovladače nebo použít službu Google Assistant, která je integrována do zařízení.

## Rozdíly mezi Nvidia Shield TV a Nvidia Shield TV Pro
Nvidia Shield TV a Shield TV Pro jsou dvě verze streamovacího zařízení pro média. Oba mají procesor NVIDIA Tegra X1+ a podporují 4K HDR, Dolby Vision a Dolby Atmos. Hlavním rozdílem mezi nimi je množství RAM a úložiště. Shield TV má 2 GB RAM a 8 GB úložiště, zatímco Shield TV Pro má 3 GB RAM a 16 GB úložiště. Shield TV Pro také má více USB portů pro připojení periferií.
| Název modelu  | Číslo | Datum vydání | Procesor         | RAM | Úložiště | microSD | USB | HDR                  | Dolby Atmos          |
| ------------- | ----- | ------------ | ---------------- | --- | -------- | ------- | --- | -------------------- | -------------------- |
| SHIELD TV     | P2571 | 2015         | Nvidia Tegra X1  | 3GB | 16GB     | Ano     | Ano | HDR10                | Passthrough          |
| SHIELD TV Pro | P2571 | 2015         | Nvidia Tegra X1  | 3GB | 500GB    | Ano     | Ano | HDR10                | Passthrough          |
| SHIELD TV     | P2897 | 2017         | Nvidia Tegra X1  | 3GB | 16GB     | Ne      | Ano | HDR10                | Passthrough          |
| SHIELD TV Pro | P2571 | 2017         | Nvidia Tegra X1  | 3GB | 500GB    | Ano     | Ano | HDR10                | Passthrough          |
| SHIELD TV     | P3430 | 2019         | Nvidia Tegra X1+ | 2GB | 8GB      | Ano     | Ne  | HDR10 a Dolby Vision | Decode + Passthrough |
| SHIELD TV Pro | P2897 | 2019         | Nvidia Tegra X1+ | 3GB | 16GB     | Ne      | Ano | HDR10 a Dolby Vision | Decode + Passthrough |